# Marcus Domitius Polygnos
Marcus Domitius Polygnos war ein antiker römischer Toreut (Metallbearbeiter) beziehungsweise Silberschmied (Argentarius), der in der frühen römischen Kaiserzeit in Italien tätig war.
Marcus Domitius Polygnos ist heute nur noch aufgrund seiner Signatur auf dem Rahmen eines silbernen Spiegels bekannt. Dieser wurde 1894 als Teil des Schatzes von Boscoreale in einer römischen Villa in Boscoreale am Südhang des Vesuvs gefunden. Heute befindet sich das Stück mit dem Rest des Schatzes im Musée National du Louvre in Paris. Die Signatur lautet lateinisch M[ARCUS]DOMITIUS POLYGNOS FECE – Marcus Domitius Polygnos hat es gemacht. Das Cognomen Polygnos, Kurzform von Polygnotos, lässt auf eine griechische Herkunft schließen. 

## Einzelbelege
1. ↑  Inventarnummer Bj 2158.
2. ↑  AE 1895, 127
3. ↑  Hier versehentlich unter der Namensform Marcus Domitius Colygnos.

| Personendaten    | Personendaten                              |
| ---------------- | ------------------------------------------ |
| NAME             | Domitius Polygnos, Marcus                  |
| ALTERNATIVNAMEN  | Polygnos, Marcus Domitius                  |
| KURZBESCHREIBUNG | antiker römischer Toreut/Silberschmied     |
| GEBURTSDATUM     | 1. Jahrhundert v. Chr. oder 1. Jahrhundert |
| STERBEDATUM      | 1. Jahrhundert oder 2. Jahrhundert         |